# Richard Gariseb
Richard Gariseb (ur. 3 lutego 1980 w Okahandji) – namibijski piłkarz występujący na pozycji obrońcy. Brał udział w Pucharze Narodów Afryki 2008.